# Sidymella lampei
Sidymella lampei là một loài nhện trong họ Thomisidae.
Loài này thuộc chi Sidymella. Sidymella lampei được Embrik Strand miêu tả năm 1913.